# Contea di Hua
La contea di Hua (滑县S, Huá XiànP) è una contea della Cina, situata nella provincia di Henan e amministrata dalla prefettura di Anyang.